# Václav Riedlbauch
Václav Riedlbauch (ur. 1 kwietnia 1947 w Dýšinie, zm. 3 listopada 2017 w Pradze) – czeski kompozytor i pedagog, dyrektor instytucji kulturalnych, w latach 2009–2010 minister kultury.

## Życiorys
W 1968 ukończył klasę akordeonu w Konserwatorium w Pradze, a w 1973 studia z kompozycji na Akademii Sztuk Scenicznych w Pradze. Przed 1989 należał do Komunistycznej Partii Czechosłowacji. Był nauczycielem w Konserwatorium w Pradze, następnie wykładowcą macierzystej akademii, na której w latach 1990–2004 kierował katedrą kompozycji na wydziale muzycznym.
W latach 1987–1989 pełnił funkcję kierownika artystycznego opery Teatru Narodowego w Pradze. Od 1990 do 1993 był dyrektorem programowym instytucji Palác kultury, a w latach 1993–1996 dyrektorem wydawnictwa Panton. W latach 2001–2009 zajmował stanowisko dyrektora generalnego Filharmonii Czeskiej.
Od maja 2009 do lipca 2010 sprawował urząd ministra kultury w technicznym gabinecie Jana Fischera. Po odejściu z rządu w dalszym ciągu zajmował się działalnością dydaktyczną, wykładał m.in. w VŠE w Pradze.
Był autorem licznych kompozycji orkiestrowych, utworów kameralnych i wokalnych, jak też koncertu organowego.

## Odznaczenia
W 2009 został odznaczony Srebrnym Medalem „Zasłużony Kulturze Gloria Artis” oraz Krzyżem Komandorskim z Gwiazdą Orderu Zasługi Rzeczypospolitej Polskiej.